# Font de Josep
La Font de Josep és una font del terme municipal de Castell de Mur, en territori del poble de Vilamolat de Mur, de l'antic municipi de Mur.
Està situada a 701 m d'altitud, al costat de llevant de Casa Josep, a prop i al nord de Vilamolat de Mur.